# سریشوو
سریشوو (انگلیسی: Seryshevo) یک شهرک در بخش سریشفسکی استان آمور کشور روسیه است.